# Консульство

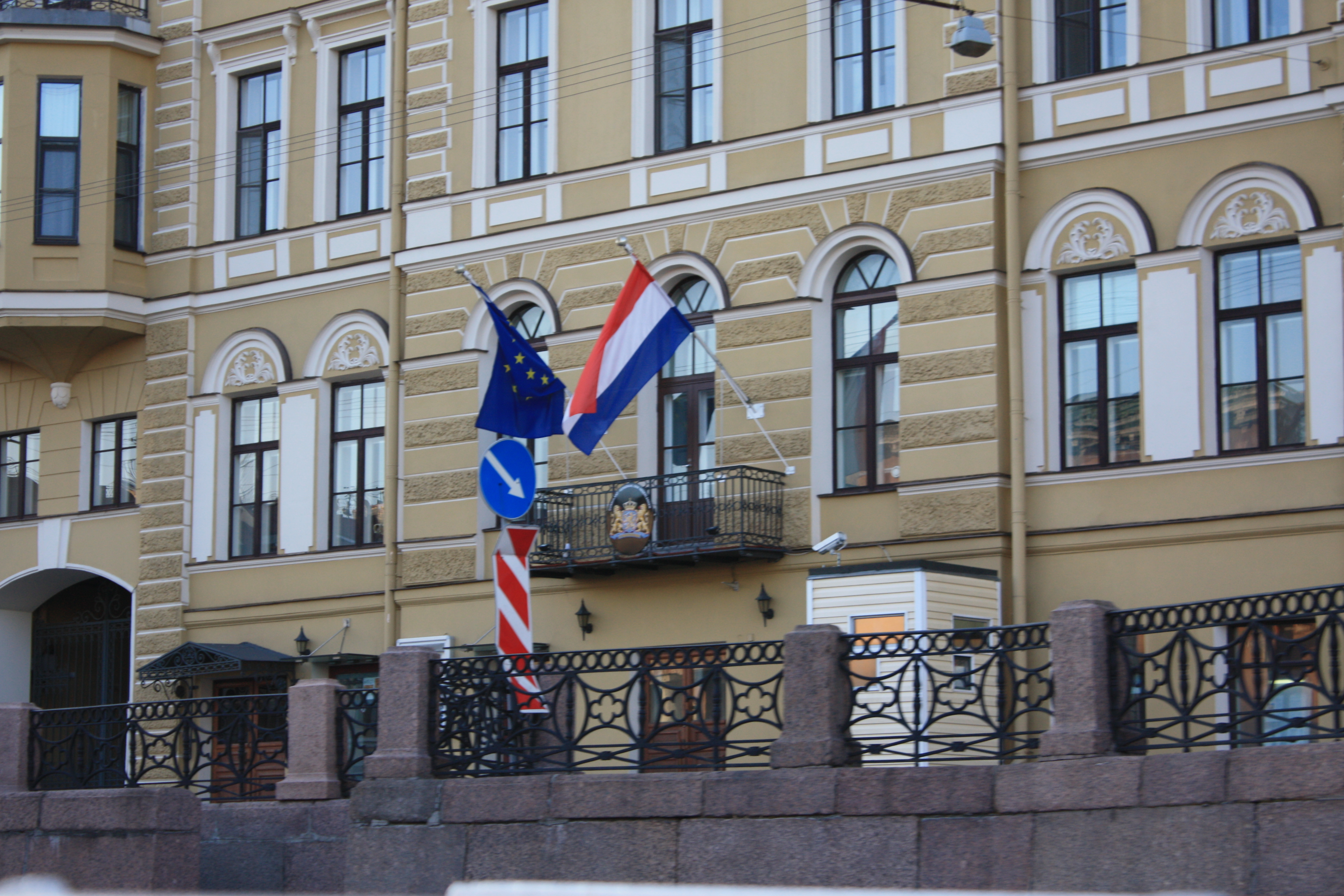
Генеральное консульство Нидерландов в Санкт-Петербурге.

Ко́нсульство — государственный орган внешних отношений государства, учреждённый на территории другого государства (с согласия последнего) для выполнения консульских функций на определённой территории (консульский округ).
Территория деятельности консула и местопребывания консульства определяются соглашением между обоими государствами. Права, привилегии и иммунитет консульства включают: право пользоваться флагом и гербом своего государства; неприкосновенность помещения; освобождение от налогов; неприкосновенность консульских архивов; свободу отношений консульства со своим правительством, дипломатическим представительством, другими консульствами своего государства, где бы они ни находились, с использованием средств связи, шифров, дипломатических и консульских курьеров.

## Правовой статус
Общие положения о статусе консульских учреждений содержатся в Венской конвенции о консульских сношениях 1963 года. Государства могут заключать двусторонние договоры, которые дополнят либо расширят положения Конвенции (ст. 73). Такие договоры, как правило, именуются консульскими конвенциями.
На национальном уровне могут приниматься нормативные-правовые акты, которые регулируют правовой статус консульской деятельности, а также права и обязанности консулов.

## Отличие консульства от посольства

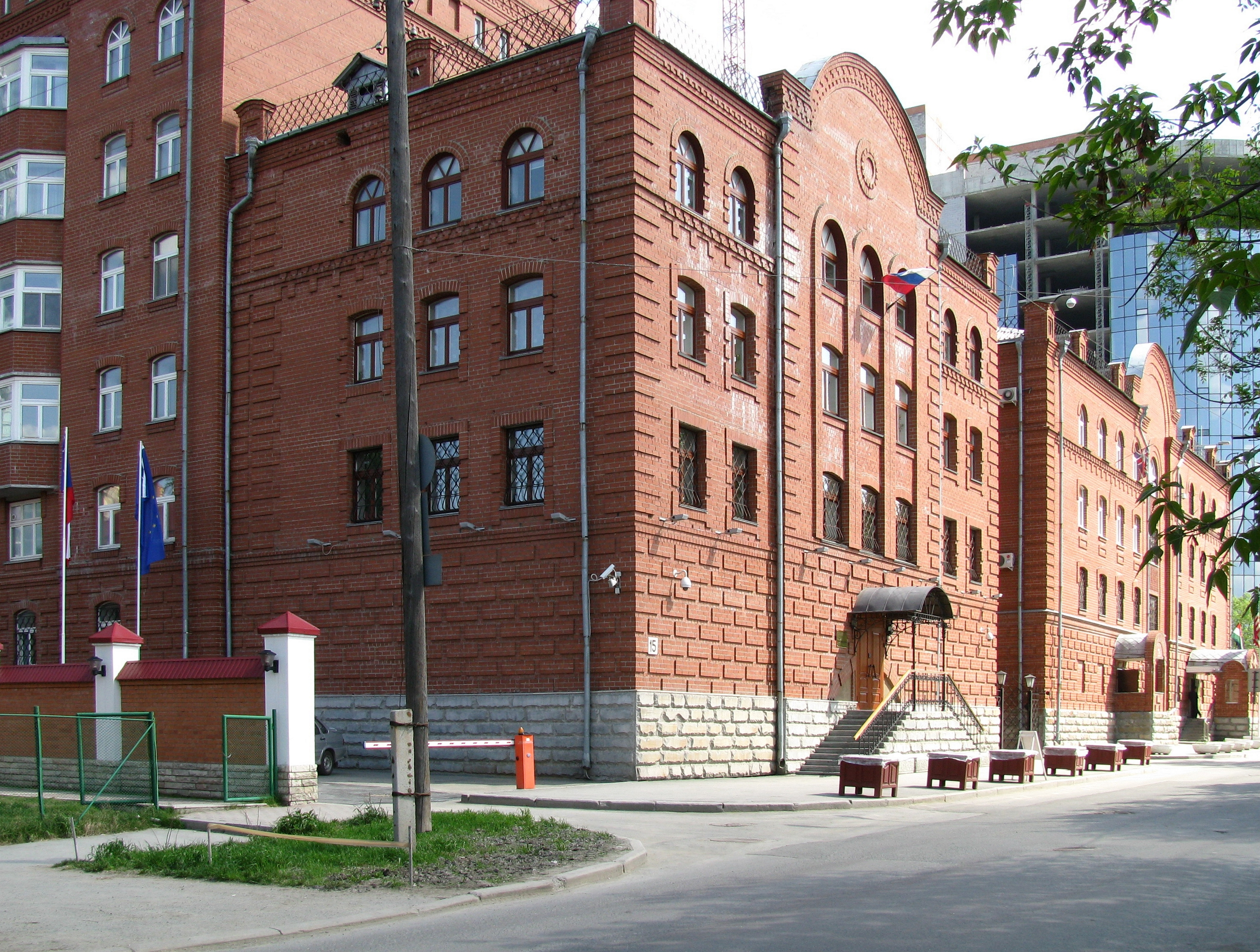
Генеральное консульство США и Великобритании в Екатеринбурге

В то время как посольство занимается в первую очередь решением политических вопросов (представительство, переговоры, сбор информации о стране пребывания), консульство осуществляет контакты с местными властями, занимается обслуживанием граждан, решением их проблем в рамках законодательства и оформлением документов (визы, паспорта, нотариальные документы, справки и другое).
Консульские функции могут осуществляться как специально созданными консульствами (в столицах — в случае отсутствия дипломатического представительства, вне столиц — в центрах экономической активности с учётом количества проживающих граждан представляемого государства), так и консульскими отделами посольств.

## Виды консульских учреждений
Существуют следующие виды консульских учреждений: генеральное консульство, консульство, вице-консульство, консульское агентство. С точки зрения статуса и полномочий вид консульского учреждения не имеет значения для граждан. Сейчас большинство консульских учреждений в мире имеет статус генерального консульства.

## Почётное консульство
Институт почётного консульства носит факультативный (необязательный) характер.

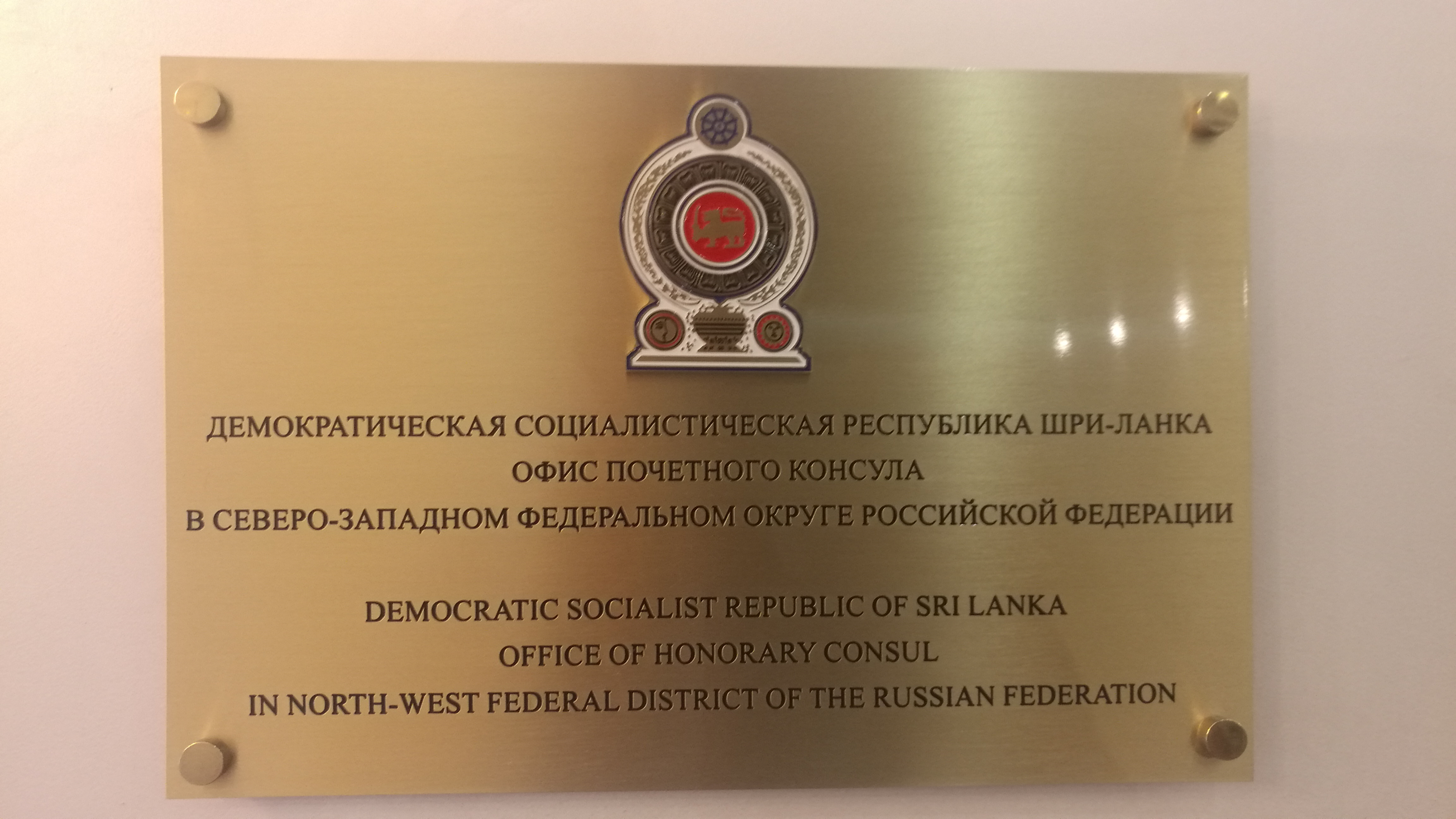
Вывеска офиса почётного консула Шри-Ланки (Санкт-Петербург)

Почётным консулом может быть гражданин представляемого государства либо государства пребывания, имеющий необходимые личностные качества. Почётные консулы не являются государственными служащими, хотя их привилегии и иммунитеты схожи с консульскими. Кроме этого, полномочия такого лица могут носить срочный характер (5 лет).
Функции почётного консула заключаются в оказании содействия гражданам представляемого государства (учёт граждан, содействие защите прав и интересов при опеке и попечительстве). Международные договоры могут расширить статус почётного консула.
В практике отмечено, что данный институт также может использоваться для налаживания и укрепления международных экономических связей регионов, а также для оказания помощи гражданам в нестандартных ситуациях.